# Głogów Małopolski (gmina)
Głogów Małopolski (daw. gmina Głogów) – gmina miejsko-wiejska w województwie podkarpackim, w powiecie rzeszowskim. W latach 1975–1998 gmina położona była w województwie rzeszowskim.
Siedziba gminy to Głogów Małopolski.
Według danych z 30 czerwca 2007 gminę zamieszkiwało 18 324 osób.

## Struktura powierzchni
Według danych z roku 2002 gmina Głogów Małopolski ma obszar 145,76 km², w tym:
- użytki rolne: 56%
- użytki leśne: 34%

Gmina stanowi 11,96% powierzchni powiatu.

## Demografia
Dane z 30 czerwca 2004:
| Opis                              | Ogółem | Ogółem | Kobiety | Kobiety | Mężczyźni | Mężczyźni |
| --------------------------------- | ------ | ------ | ------- | ------- | --------- | --------- |
| jednostka                         | osób   | %      | osób    | %       | osób      | %         |
| populacja                         | 17 886 | 100    | 9067    | 50,7    | 8819      | 49,3      |
| gęstość zaludnienia (mieszk./km²) | 122,7  | 122,7  | 62,2    | 62,2    | 60,5      | 60,5      |

- Piramida wieku mieszkańców gminy Głogów Małopolski w 2014 roku[1]

## Sołectwa
Budy Głogowskie, Hucisko, Lipie, Pogwizdów Stary, Przewrotne, Rudna Mała, Wysoka Głogowska

## Sąsiednie gminy
Kolbuszowa, Raniżów, Sokołów Małopolski, Świlcza, Trzebownisko